# Christie's
Christie's es una casa de subastas. Fundada en 1766 en Londres, Christie's llevó a cabo las mayores subastas de los siglos XVIII, XIX y XX.[cita requerida] Christie's ofrece más de 450 ventas anuales en más de ochenta categorías, incluyendo todas las áreas de bellas artes y artes decorativas, joyería, fotografías, artículos de colección, botellas de vino, entre muchos otros. La sede de Nueva York subastó el 4 de mayo de 2010 un cuadro de Pablo Picasso, llamado Desnudo, hojas verdes y busto, con una venta final de 106.482.500 dólares. Con esta cifra, alcanzó una nueva marca mundial de mayor precio alcanzado en subasta por un artículo. En el 2015, el cuadro Les Femmes d'Alger (Versión de O), de Pablo Picasso, que se vendió por la cifra de 179,4 millones de dólares (160 millones de euros, aproximadamente), batió un nuevo récord en el mercado del arte, y se convirtió en el cuadro más caro jamás subastado. A su vez, el récord de la obra de Picasso fue superado por el cuadro Salvator Mundi, de Leonardo Da Vinci, que se adjudicó por 450 millones de dólares en noviembre de 2017: a fecha de diciembre de 2017, era la obra de arte más cara vendida en una subasta.
Christie’s tiene una presencia global con 54 oficinas en 32 países y 12 salas de ventas en todo el mundo, que incluyen a Londres, Nueva York, París, Ginebra, Milán, Ámsterdam, Dubái, Zúrich, Hong Kong, Shanghái y Bombay.
La principal sala de ventas de Christie en Londres se encuentra en la calle King en St. James's, donde empezaron en 1823. Tiene una segunda sala de ventas de Londres ubicada en South Kensington, que abrió sus puertas en 1975 y se encarga principalmente del mercado medio pero es una de las salas más activas en el mundo de subastas.
En septiembre del 2011 existían 53 oficinas en 32 países, incluyendo Nueva York, Los Ángeles, París, Ginebra, Ámsterdam, Moscú, Viena, Buenos Aires, Berlín, Roma, Corea del Sur, Milán, Madrid, Japón, China, Australia, Hong Kong, Singapur, Bangkok, Tel Aviv, Dubái, Houston y Ciudad de México. En 1995, Christie se convirtió en la primera casa internacional de subastas para exhibir obras de arte en Pekín, China. Desde 1998, es propiedad del Grupo Artemis, la sociedad de propiedad de François-Henri Pinault. 
El 1 de enero del 2017, Guillaume Cerutti se convirtió en Consejero Delegado de Christie's, por recomendación de Patricia Barbizet y de la familia Pinault. François-Henri Pinault asumió el cargo de Presidente del Consejo, y Patricia Barbizet fue nombrada Vicepresidenta. Desde diciembre de 2014, la nueva presidenta de Christie's es Patricia Barbizet, una de las 50 mujeres más poderosas del mundo, según la revista Fortune.

## Historia

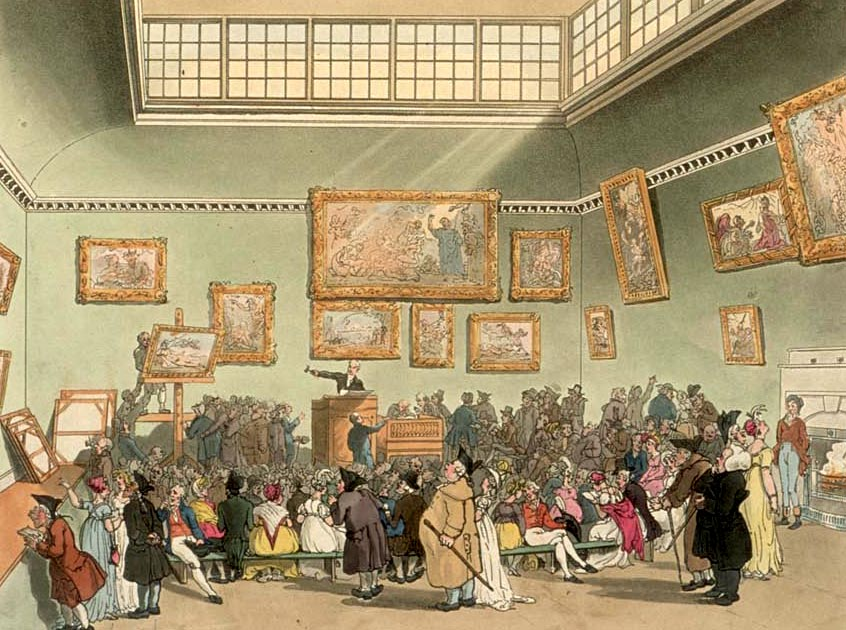
Sala de subastas de Christie's de Londres, en 1808.

Fue fundada en Londres, Inglaterra, el 5 de diciembre de 1766 por James Christie. Christie's consiguió crearse rápidamente una reputación entre las casas de subasta británicas, aprovechando el gran momento que la capital británica vivió en los años siguientes a la Revolución Francesa respecto al comercio de obras de arte.
Christie’s fue una empresa pública desde 1973 hasta 1999, hasta que se convirtió en propiedad privada del francés François Pinault. En septiembre de 2010, el expresidente Rodale Steven Pleshette Murphy asumió el cargo de director general, y se convirtió en el primer consejero delegado estadounidense en la historia de la casa de subastas.
Christie's ha llegado en los últimos años a subastar obras y objetos personales de creadores y personalidades como Vincent Van Gogh, Pablo Picasso, Leonardo da Vinci, Rembrandt, Napoleón Bonaparte, Yves Saint Laurent y Diana de Gales, así como obras consideradas patrimonio cultural de la humanidad, por lo que está siendo muy cuestionada. Entre esas obras se encuentran objetos precolombinos de inmenso valor cultural, que se subastan a coleccionistas particulares.[cita requerida].
En el 2015, el cuadro Les Femmes d'Alger, de Pablo Picasso, se vendió por la cifra de €160 millones euros (179,4 millones de dólares aproximadamente); esta obra ostentó el récord del cuadro más caro vendido en una subasta hasta 2017. En noviembre de 2015, el cuadro Nu Couche (1917-1918), de Amedeo Modigliani, se adjudicó por U$170,4 millones de dólares: el tercer cuadro más caro vendido en una subasta. Posteriormente, en noviembre de 2017, se vendió por U$450 millones de dólares el cuadro Salvator Mundi, obra de Leonardo da Vinci, con lo que se superó el récord establecido por la obra de Picasso anteriormente mencionada.

## Educación Christie’s
El brazo educativo de la casa de subastas Christie se llama Educación Christie. Tiene colegios en Londres y Nueva York acreditado por la Universidad de Glasgow en el Reino Unido y el New York Board de Regentes del Estado en los EE. UU. Ofrece Másters, Diplomas de Postgrado, Certificados de Arte de negocios y un título universitario. Los cursos incluyen: Artes de China; arte europeo  (Antigüedad, Edad Media y el Renacimiento), Arte, Estilo y Diseño (Renacimiento hasta la modernidad); Arte Moderno y Contemporáneo (todos en Londres) y Arte Moderno, conocedor y la Historia del Arte mercado (en Nueva York). A tiempo parcial, certificado y programas de educación continua se ofrecen también en Londres y Nueva York.